# Myrtillocactus geometrizans
Espèce
Classification phylogénétique
Myrtillocactus geometrizans, aussi appelé Chandelle bleue, est une espèce de plantes à fleurs de la famille des Cactaceae (les cactus), native du Mexique.

## Description
Ce cactus peut atteindre 5 m de hauteur, et porte des branches en forme de candélabres (d'où le nom de 'chandelle'). Les branches sont fines (environ 10 cm de diamètre), ont habituellement 5 (parfois 6) côtes portant des aréoles espacées de quelques cm. Les fleurs sont d'un blanc crémeux. Les fruits sont des baies rouge foncé (d'où le nom latin 'cactus à myrtille').

## Culture
Ce cactus est fréquemment cultivé au Mexique pour ses fruits. Le cultivar fukurokuryuzinboku ('seins tombants') est populaire au Japon.

## Taxonomie
Il a été décrit d'abord par Ludwig Karl Georg Pfeiffer en 1837 sous le nom de Cereus geometrizans, puis reclassifié en 1897 par Michelangelo Console.